# قصر اليمامة
قصر اليمامة هو مقر إقامة ومكتب ملك المملكة العربية السعودية. يقع القصر بحي الهدا في الضواحي الغربية لمدينة الرياض، عاصمة المملكة، وأيضا مقر الديوان الملكي. يتم فيه استقبال كبار ضيوف الدولة، ومن داخله تصاغ الأنظمة والمراسيم الملكية.
في 13 مايو 2025م، انعقدت قمة سعودية-أمريكية في قصر اليمامة بمدينة الرياض، بحضور ولي العهد السعودي الأمير محمد بن سلمان، والرئيس الأمريكي دونالد ترامب، الذي بدأ زيارة رسمية إلى المملكة العربية السعودية في ذلك اليوم.